# Echt voor Barendrecht
Echt voor Barendrecht (EVB) is een lokale politieke partij in de gemeente Barendrecht. De partij is opgericht op 10 juni 2013.

## Geschiedenis

### Oprichting
Echt voor Barendrecht is op 10 juni 2013 opgericht door Dirk Vermaat, Dick Heijboer en Klaas Orsel. De naam is een variant op die van de zusterpartij in het naastgelegen Albrandswaard; Echt voor Albrandswaard (EVA).

### Gemeenteraadsverkiezingen 2014
De lokale politieke partij deed voor het eerst mee aan een verkiezing tijdens de gemeenteraadsverkiezingen van maart 2014. EVB werd direct de grootste partij van de gemeenteraad van Barendrecht toen de partij negen van de 29 raadszetels kreeg toebedeeld. De partij vormde een coalitie met de VVD en D66. Twee van de vier wethouders werden afgevaardigd door EVB en gingen deel uitmaken van het college van B&W. Partijoprichter Dirk Vermaat en Lennart van der Linden werden wethouder namens EVB. Onder andere mede-oprichters Heijboer en Orsel namen plaats in de gemeenteraadsfractie. Halverwege de collegeperiode vond er een breuk tussen de coalitiepartners plaats doordat de wethouder van de VVD een relatie was aangegaan met een ondergeschikte en hier geen open kaart over speelde. Er werd hierna een college gevormd met het CDA en de gezamenlijke fractie van CU/SGP.

### Gemeenteraadsverkiezingen 2018
Bij de eerstvolgende gemeenteraadsverkiezingen groeide de partij van negen naar veertien gemeenteraadszetels en had daarmee op één zetel na geen absolute meerderheid in de gemeenteraad. De partij werd echter door de overige partijen uitgesloten van de coalitieonderhandelingen. De zes overige partijen - VVD, D66, PvdA, GroenLinks, CU/SGP en CDA - vormden samen een college met EVB als enige oppositiepartij.

### Gemeenteraadsverkiezingen 2022
Op 24 september 2021 maakte EVB bekend dat fractievoorzitter Van der Linden lijsttrekker werd van de kandidatenlijst voor de gemeenteraadsverkiezingen van 16 maart 2022. EVB behaalde 59,6% van de stemmen, oftewel twintig van de 29 Barendrechtse zetels. Hierdoor hoefde het geen samenwerking aan te gaan met andere partijen om tot een coalitieakkoord te komen. Het college van burgemeester en wethouders werd samengesteld uit drie EVB-wethouders en een onafhankelijke wethouder. Namens EVB waren dit Van der Linden, Vermaat en Margo Stolk. Gedurende de raadstermijn kreeg Barendrecht een partijloos burgemeester, Ronald Schneider. In  2024 trad partijloze Miranda de Hoop af als wethouder en werd ze opgevolgd door EVB raadslid Roeland Bol. Begin 2025 verliet René Schuurman EVB fractie. Waardoor EVB nog 19 zetels overhield.

## Electorale geschiedenis
| Verkiezingsjaar | Aantal behaalde zetels | College B&W                                                                                   |
| --------------- | ---------------------- | --------------------------------------------------------------------------------------------- |
| 2014            | 9 / 29                 | Aanvankelijk: EVB, D66, VVD Vanaf 2016: EVB, CDA en CU/SGP                                    |
| 2018            | 14 / 29                | CDA, CU/SGP, D66, GroenLinks, PvdA, VVD                                                       |
| 2022            | 20 / 29                | Aanvankelijk: EVB (3 wethouders) + onafhankelijk (1 wethouder) Vanaf 2024: EVB (4 wethouders) |